# شيمويو
شيمويو هي مدينة، في موزمبيق، تقع في محافظة مانيكا ، وهي عاصمتها، بلغ عدد سكانها 238,976 نسمة.

## المناخ
يظهر الجدول التالي التغييرات المناخية على مدار السنة لشيمويو:
| البيانات المناخية لـشيمويو              | البيانات المناخية لـشيمويو | البيانات المناخية لـشيمويو | البيانات المناخية لـشيمويو | البيانات المناخية لـشيمويو | البيانات المناخية لـشيمويو | البيانات المناخية لـشيمويو | البيانات المناخية لـشيمويو | البيانات المناخية لـشيمويو | البيانات المناخية لـشيمويو | البيانات المناخية لـشيمويو | البيانات المناخية لـشيمويو | البيانات المناخية لـشيمويو | البيانات المناخية لـشيمويو |
| الشهر                                   | يناير                      | فبراير                     | مارس                       | أبريل                      | مايو                       | يونيو                      | يوليو                      | أغسطس                      | سبتمبر                     | أكتوبر                     | نوفمبر                     | ديسمبر                     | المعدل السنوي              |
| --------------------------------------- | -------------------------- | -------------------------- | -------------------------- | -------------------------- | -------------------------- | -------------------------- | -------------------------- | -------------------------- | -------------------------- | -------------------------- | -------------------------- | -------------------------- | -------------------------- |
| متوسط درجة الحرارة الكبرى °م (°ف)       | 28.4 (83.1)                | 27.6 (81.7)                | 27.5 (81.5)                | 26.1 (79.0)                | 24.7 (76.5)                | 23.0 (73.4)                | 22.8 (73.0)                | 24.5 (76.1)                | 27.2 (81.0)                | 28.5 (83.3)                | 28.6 (83.5)                | 28.3 (82.9)                | 26.4 (79.5)                |
| متوسط درجة الحرارة الصغرى °م (°ف)       | 19.5 (67.1)                | 19.3 (66.7)                | 18.6 (65.5)                | 16.8 (62.2)                | 14.0 (57.2)                | 12.0 (53.6)                | 11.6 (52.9)                | 12.8 (55.0)                | 14.8 (58.6)                | 16.6 (61.9)                | 18.0 (64.4)                | 19.0 (66.2)                | 16.1 (61.0)                |
| الهطول مم (إنش)                         | 202.5 (7.97)               | 228.2 (8.98)               | 163.4 (6.43)               | 54.2 (2.13)                | 26.4 (1.04)                | 16.2 (0.64)                | 18.0 (0.71)                | 20.7 (0.81)                | 15.2 (0.60)                | 43.2 (1.70)                | 97.3 (3.83)                | 206.5 (8.13)               | 1٬091٫8 (42.98)            |
| متوسط أيام هطول الأمطار                 | 11.1                       | 11.9                       | 9.5                        | 5.3                        | 3.0                        | 2.8                        | 2.5                        | 2.8                        | 2.0                        | 4.3                        | 7.6                        | 11.1                       | 73.9                       |
| المصدر: المنظمة العالمية للأرصاد الجوية |                            |                            |                            |                            |                            |                            |                            |                            |                            |                            |                            |                            |                            |

## أعلام
- فيصل بنجال